# Associação Algarvia de Pais e Amigos de Crianças Diminuídas Mentais
A Associação Algarvia de Pais e Amigos de Crianças Diminuídas Mentais (AAPACDM) é uma Instituição Particular de Solidariedade Social sem fins lucrativos sediada em Faro, em Portugal. Foi fundada em 1968 e sua constituição, porém, foi feita apenas em 28 de outubro de 1987. Destina-se a desenvolver atividades que beneficiam jovens e adultos com deficiência mental, necessidades educativas especiais ou em situação de risco e exclusão. Desde 2000, tem apoio do Conselho Local de Ação Social de Faro. Em 2018, a 35.º edição da Caminhada Garvetur, que reuniu meio milhão de participantes, destinou todos os donativos que recebeu na forma de bens alimentares e dinheiros à associação. No mesmo ano, em celebração a seu 50.º aniversário, foi realizado um jantar pago que contou com a presença da cantora Viviane.
Em 2019, foi premiada com o Prémio ao Valor Social da Fundação Cepsa referente ao ano anterior por sua terapia multissensorial Snoezelen, que é praticada desde 2008. Em 19 de junho, inaugurou, em parceria com o município de Faro e a Ambifaro no âmbito do Açoteia – Faro Rooftop Festival uma horta urbana solidária, a ser gerida pela própria. Entre 18 e 19 de novembro, fez a 1.ª edição das Jornadas DE+, no campus da Penha da Universidade do Algarve, com cofinanciamento do Programa de Financiamento a Projectos pelo Instituto Nacional de Reabilitação. Ainda ligado ao projeto DE+, entre 18 e 20 de dezembro, em Estômbar, promoveu um evento de ginástica.
Em 2021, a Câmara Municipal de Faro aprovou a destinação de verbas à associação com o intuito de construir um Centro de Atividades Ocupacionais (CAO) e um Lar Residencial. De início, tal ajuda consistirá em 1 190 000 de euros, sendo que o investimento total será de 3 159 234,09 euros. A associação já conta com um CAO localizado em Pé de Cerro, em Santa Bárbara de Nexe, com capacidade para 22 utentes.

## Associação Algarvia de Pais e Amigos de Crianças Diminuídas Mentais
AAPACDM, a Associação Algarvia de Pais e Amigos de Crianças Diminuídas Mentais, é uma IPSS sem fins lucrativos sediada em Faro, Portugal, desde 1968. Com um compromisso sólido com a comunidade, busca proporcionar um ambiente inclusivo e acolhedor para jovens e adultos com deficiência mental, necessidades educativas especiais ou em situação de risco e exclusão. Através de diversas atividades e programas, a AAPACDM visa promover o desenvolvimento integral e a qualidade de vida desses indivíduos, garantindo-lhes oportunidades de crescimento, aprendizado e integração social.
História
Fundação e primeiros anos (1968-1987)
A AAPACDM foi fundada em 1968 por um grupo de pais de crianças com deficiência mental. A sua constituição oficial, porém, só foi feita em 28 de outubro de 1987.
Consolidação e reconhecimento (1987-2018)
Desde a sua constituição, a AAPACDM tem vindo a desenvolver um trabalho de referência na região do Algarve, apoiando milhares de pessoas com deficiência mental e as suas famílias. A associação tem sido reconhecida pelo seu trabalho social, tendo recebido diversos prêmios e distinções.
Eventos recentes (2019-presente)
Em 2019, a AAPACDM foi premiada com o Prémio ao Valor Social da Fundação Cepsa pela sua terapia multissensorial Snoezelen. A associação também inaugurou, em parceria com o município de Faro e a Ambifaro, uma horta urbana solidária.
Em 2021, a Câmara Municipal de Faro aprovou um destino de verbos à AAPACDM para a construção de um Centro de Atividades Ocupacionais (CAO) e de um Lar Residencial.
Atividades e serviços
A AAPACDM oferece uma ampla gama de atividades e serviços para pessoas com deficiência mental, incluindo:
- Apoio à infância: A associação oferece apoio às crianças com deficiência mental desde a infância, através de serviços como creche, jardim de infância e ATL.
- Educação e formação: A AAPACDM oferece ensino especial e formação profissional para jovens e adultos com deficiência mental.
- Emprego: A associação promove a inclusão profissional de pessoas com deficiência mental através de um centro de emprego e de programas de apoio à criação de empresas.
- Apoio à família: A AAPACDM oferece apoio a famílias de pessoas com deficiência mental, através de grupos de apoio, informação e sensibilização.

Estrutura e organização
A AAPACDM é gerenciada por uma Direção composta por 11 membros. A associação conta com uma equipe de profissionais constituídos, incluindo psicólogos, pedagogos, assistentes sociais, terapeutas ocupacionais e fisioterapeutas.
Financiamento
A AAPACDM financia-se através de:
- Subsídios públicos: A associação recebe subsídios do Estado português e da União Europeia.
- Donativos: A AAPACDM recebe doações de particulares e empresas.
- Atividades de angariação de fundos: A associação organiza diversas atividades de angariação de fundos, como jantares solidários e campanhas de sensibilização.[10][11][12]